# Nattkaktussläktet
Nattkaktussläktet (Selenicereus) är ett suckulent växtsläkte inom familjen kaktusväxter. Det är ett systematiskt krångligt släkte och arterna ofta svåra att skilja från varandra, särskilt då det i odling är vanligt med hybrider.

## Beskrivning
Nattkaktussläktets arter är vanligen klättrande buskar. Stammarna har oftast mellan tre och tio kanter eller åsar, med det finns arter som bildar platta, breda stammar likt bladkaktussläktet (Epiphyllum) . Nattkaktusar har en av växtvärldens största blommor som kan bli 40 centimeter långa, 25 centimeter breda, det vanliga är dock blommor mellan 15 och 25 cm långa. De inre blombladen är vita eller svagt gula eller blekt rosa, ibland med röda markeringar.
De pollineras av fladdermöss eller nattfjärilar och blommar endast om natten. Arter som pollineras av nattfjärilar har en behaglig, ofta vaniljliknande doft, eller liknande den hos citrusblommor. Fladdermuspollinerade arter doftar obehagligt, eller i bästa fall underligt. På morgonen är blomningen över och blomman hänger slak och sladdrig. Frukterna är taggiga och ofta håriga, röda eller gula. De är ätliga.

## Systematik
Släktet ingår i tribus Hylocereeae och är närstående bladkaktussläktet (Epiphyllum) men skiljs från detta genom att ha taggar, samt vanligen hår på blompipen, bladkaktussläktet saknar oftast detta. 
Ett annat närstående släkte är pitahayasläktet (Hylocereus) som har blommor med breda fjäll på blompipen, nattkaktusar har små fjäll.
De sällsynta arterna i fladdermuskaktussläktet (Weberocereus) skiljs från Selenicereus genom sina korta, breda blommor. Den exakta avgränsningen mellan släktena är ofta diffus och släktförhållandena är fortfarande inte helt utredda.

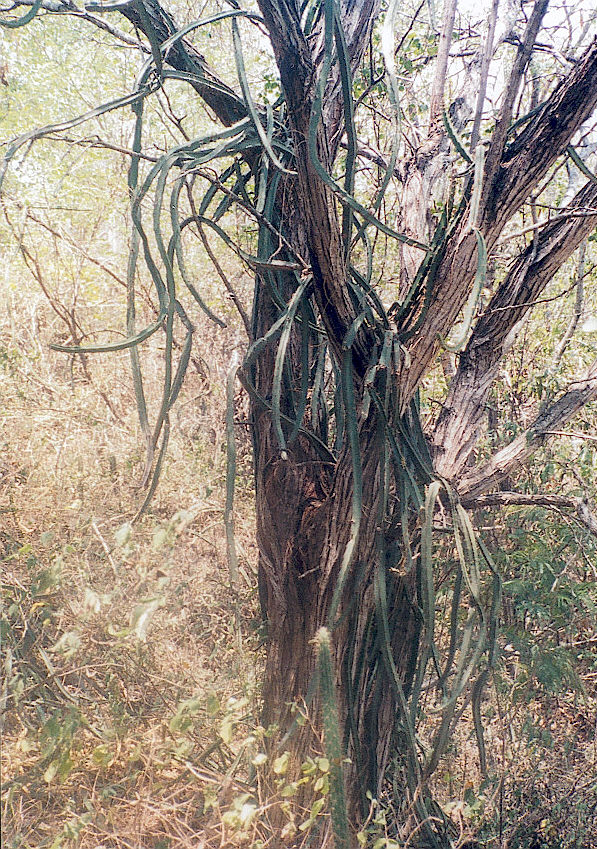
Vildväxande Selenicereus urbanianus. Foto: Ulf Eliasson

## Förekomst och habitat
Selenicereus kommer ursprungligen från Texas i USA, Mexiko, Centralamerika och Västindien. De flesta arterna är mer eller mindre epifytiska, men många växer också på klippor och klättrar omkring i busksnår, rotade i marken.

## Etymologi
Det vetenskapliga namnet kommer av den grekiska mångudinnan, Seleni och syftar på de nattliga blommorna. Cereus är ett omtvistat namn, men det kan vara ett ord för tistel. Mer troligt är att cereus betyder vaxljus, denna ändelse antog Linne då han beskrev plantan. Selenicereus.
Uttalas Serevs på fonetisk Svenska.

## Odling
De flesta arterna är lättodlade och relativt enkla att få i blom. Nyckeln är en ljus till solig placering, och en torr, sval övervintring. Särskilt på våren är ljuset viktigt. I naturen bränns ofta stammarna röda av solen, men detta stimulerar blomningen. Lättast är de mexikanska arterna. Arter från Västindien behöver något mer värme vintertid.
Småtaggig nattkaktus (S. spinulosus) är den art som blommar tidigast, ofta på stammar som är mindre än en meter långa. De större arterna kan behöva bli äldre. Blommorna kommer vanligen på stammar som hänger neråt. Exemplar som odlas i ampel, och inte får klättra, blommar tidigare.
Selenicereus inermis och den nära släktingen Selenicereus wercklei anses svåra att få i blom. Dessa arter lever på platser där de får en sommartorka och kanske kan denna stimulera blomningen? I Los Angeles blommar dessa arter utomhus utan problem.
Undantaget är Selenicereus chrysocardium som är svårodlad och kräver en varm, fuktig miljö året om för att blomma. Den tål inte temperaturer under 15 °C. Å andra sidan kommer de jättelika blommorna mitt i vintern och är en spektakulär upplevelse.
Samtliga arter vill ha en porös, väldränerad jord, men är inte kräsna. Vanlig blomjord med iblandning av grus eller orkidébark fungerar utmärkt. För att vara kaktusar är de näringskrävande.